# Élections législatives mongoles de 2008
Les élections législatives se sont tenues en Mongolie le 29 juin 2008 afin d'élire les 76 membres du Grand Khoural d’État, le parlement mongol. Ces élections supposées frauduleuses ont entraîné des émeutes et des violences après la publication des résultats.

## Système électoral
Un nouveau système électoral a été mis en place pour ces élections. Lors des précédents scrutins, les votants élisaient un député pour chaque circonscription. Le nouveau système électoral, plus complexe, prévoyait l'élection des plusieurs députés pour chaque circonscription (de 2 à 4 selon les aïmags et les districts de Oulan-Bator) au scrutin majoritaire plurinominal. La complexité de ce nouveau mode de scrutin a retardé la publication des résultats définitifs.

## Campagne
Pour l'élection des 76 membres du parlement, 356 candidats se sont présentés (311 représentant un parti politique ou une coalition, 45 indépendants). Parmi ces candidats, seuls 28 étant des députés sortants. Les deux principaux partis politiques ont promis des retombées financières en cas de victoire, le Parti démocratique promettant 1 million de tugriks (environ 600 euros) par personne en cas de succès. Dénonçant dans un premier temps ce genre de promesses, le PRPM a finalement promis 1,5 million par personne. Les autres principaux sujets de campagne furent l'inflation et les concessions minières.

## Résultats
La publication des résultats fut retardée, notamment à cause de la complexité du système électoral. Des résultats partiels furent publiés le 14 juillet 2008, soit plus de deux semaines après le scrutin. Ces résultats donnaient au moins 39 sièges au Parti révolutionnaire du peuple mongol (PRPM), 25 sièges au Parti démocratique, un au parti de Volonté Civile, et 3 aux candidats indépendants. La publication des résultats de 3 circonscriptions fut repoussée (Hentiy, Dornod et Bayangol). Les résultats de Hentiy furent publiés le 20 août 2008 portant le nombre de députés du PRPM à 42. Les résultats définitifs furent finalement rendus publics, donnant une large victoire au PRPM. Le taux de participation fut de 74,3%, en baisse par rapport à 2004 (82%).

Résultats en fonction des circonscriptions

|                       | Parti révolutionnaire du peuple mongol | 914 037   | 52,67% | 45 | +8 |
|                       | Parti démocratique                     | 701 641   | 40,43% | 28 | -6 |
|                       | Parti Volonté Civile                   | 34 319    | 1,97%  | 1  | +1 |
|                       | Parti Vert                             | 24 806    | 1,42%  | 1  | +1 |
|                       | Indépendants                           | 60 320    | 3,47%  | 1  | –2 |
| Total                 | Total                                  | 1 735 123 | 100%   | 76 | =  |
| Participation : 74,3% |                                        |           |        |    |    |
| Source: IPU.org       |                                        |           |        |    |    |

## Allégations de fraude et émeutes
Ces résultats, tardifs, donnèrent une majorité absolue au PRPM, permettant à ce parti de gouverner seul et de rompre la coalition qui le liait au parti démocratique. Le dirigeant du PD, Tsakhiagiyn Elbegdorj, contesta toutefois ces résultats, et affirma que son parti avait remporté l'élection. Les observateurs internationaux présents qualifièrent pourtant ces élections de libres et régulières.
Peu de temps après l'annonce des premiers résultats, des émeutes se déclenchèrent, les émeutiers affirmant que les résultats des élections avaient été falsifiés. Ils mirent le feu au siège du PRPM, s'attaquèrent à un commissariat de police, et mirent le feu également au Palais culturel d'Oulan-Bator. Selon le ministre de la Justice Tsend Munkh-Orgil, il y eut cinq morts et 329 blessées (221 civils et 108 policiers) lors des violences et des affrontements entre les émeutiers et la police. La police procéda en outre à 718 interpellations. En réponse, le 1er juillet, le président de la République, Nambaryn Enkhbayar, décréta l'état d'urgence dans le pays,. De telles violences sont rares en Mongolie.

## Conséquences politiques
Dans un premier temps, le parti démocratique décida de boycotter l'investiture du nouveau parlement. En l'absence de plus d'un tiers des députés, le quorum ne fut pas atteint et les nouveaux députés ne purent pas être investis. Finalement, le 28 août 2008, la plupart des députés du PD assistèrent à l'investiture du parlement et un gouvernement de coalition entre les deux principaux partis fut formé le 11 septembre de la même année.